# Аскерзаде, Хагигат Эйваз кызы
Аскерзаде Хагигат Эйваз кызы (род. 4 февраля 1944, Баку) — диктор, Народная артистка Азербайджана (2016).

## Биография
Хагигат Аскерзаде родилась 4 февраля 1944 года в Баку. В 1967 году она окончила факультет английского языка Азербайджанского государственного института иностранных языков.
В 1966 году Хагигат Аскерзаде начала свою карьеру на Азербайджанском государственном телевидении и радиовещании. На протяжении многих лет она была ведущей различных детских передач, таких как «Елкян», «Танцевальный салон», «Путешествие школьников», а также популярных программ «Давайте вместе смеяться», «Путешествие по Азербайджану», вечерних выпусков новостей «Новости», программы «Кровавый январь», и передач, подготовленных с передовой в 1992—1993 годах. Она также была ведущей таких программ, как «Путешествие в мир комедий», «Голубой свет», «Утренние встречи» (1975—1985), «Доброе утро» (1997—2000).
В 1970—1980 годах Хагигат Аскерзаде представляла Азербайджанское телевидение в Москве и Киеве в рамках системы «Интервизия». С 2016 года она является постоянной ведущей передачи «Вспоминаются воспоминания».

## Награды и звания
- Заслуженная артистка Азербайджана — 4 ноября 1998 года, за значительный вклад в развитие азербайджанской культуры и искусства.
- Народная артистка Азербайджана[3] — 7 ноября 2016 года, за выдающиеся заслуги в области телевидения и радиовещания.
- Персональная пенсия Президента Азербайджанской Республики[4] — 21 июля 2025 года, за особые заслуги и многолетнюю плодотворную деятельность в сфере развития национальной печати в Азербайджане.